# Arctia planckii
Arctia planckii là một loài bướm đêm thuộc phân họ Arctiinae, họ Erebidae.